# ورزشگاه چمپیون هیل
ورزشگاه چمپیون هیل (انگلیسی: Champion Hill) یک ورزشگاه فوتبال در شهر لندن، انگلستان است.
این ورزشگاه که در سال ۱۹۱۲ میلادی ساخته شده دارای ۳۰۰۰ نفر ظرفیت می‌باشد و یکی از ورزشگاه‌های میزبان مسابقات فوتبال بازی‌های المپیک تابستانی ۱۹۴۸ بود است.